# دانيال شتاين
دانيال شتاين هو لاعب كرة الماء كندي، ولد في 24 ديسمبر 1983.